# Pieszków (powiat Lwówecki)
Pieszków (Duits: Petersdorf) is een dorp in het Poolse woiwodschap Neder-Silezië, in het district Lwówecki. De plaats maakt deel uit van de gemeente Lwówek Śląski.

## Naamgeving
Uit oude archieven van het dorp bleken verschillende varianten van spelling Petersdorf te bestaan.  In 1217 werd de naam geschreven als Petirzdorf, in 1677  Peterßdorff, in 1687 Petersdorff,  in 1726 Pettersdorff en Petersdorf, in 1825 Pitschdorf en Petersdorf.  In 1945 nadat het gebied onder Pools bestuur kwam, kreeg het dorp de naam Piotrowin, wat werd gewijzigd in 1947 tot Pieszkowice en uiteindelijk tot het huidige Pieszków.

## Demografische ontwikkeling
Het grootste inwonertal van Pieszków werd bereikt in 1885. Sindsdien zijn de aantallen sterk gedaald. Volgens de laatste volkstelling in 2011 had Pieszków slechts 54 inwoners.
bevolkingsgrafiek van Pieszków vanaf 1786 tot 2011: